# Kenny Rogers (baseball)
Pour les articles homonymes, voir Kenny Rogers et Rogers.
Kenneth Scott Rogers (né le 10 novembre 1964 à Savannah, Géorgie, États-Unis) est un ancien lanceur gaucher de baseball.
Il évolue dans la Ligue majeure de baseball de 1989 à 2008. Il joue 12 de ses 20 saisons avec les Rangers du Texas, remporte 219 victoires en carrière, et fait partie de l'équipe des Yankees de New York championne de la Série mondiale 1996.
Le 28 juillet 1994 pour les Rangers du Texas, Kenny Rogers lance le 14e match parfait de l'histoire du baseball majeur, dans une victoire de 4-0 à Arlington (Texas) sur les Astros de Houston. Il est le 3e gaucher à réussir un match parfait après Sandy Koufax en 1965 et Tom Browning en 1988.
Invité 4 fois au match des étoiles, Rogers remporte 5 fois le Gant doré pour l'excellence du jeu défensif à la position de lanceur.

## Carrière en Ligue majeure

### Rangers du Texas
Rogers a commencé sa carrière avec les Rangers du Texas entre 1989 et 1995. Jusqu'en 1993, il fut lanceur de relève mais après 1992, où il a fini avec une moyenne de points mérités de 3,09, il est devenu lanceur partant. En 1993, il a gagné 16 matchs pour 10 perdus, avec une moyenne de 4,10. En 1994 il n'a gagné que onze matchs pour 8 perdus, mais a notablement lancé un match parfait contre les Angels de Los Angeles. Le 28 juillet il a battu 4 points à 0, et sur 98 lancers avec 0 coup sûr, 0 buts-sur-balles, 8 retraits sur les prises. Ce fut le 12e match parfait depuis 1900, avant 1900 la distance entre le lanceur et le frappeur était plus courte. Son receveur en 1994 fut Ivan Rodriguez qui a aussi attrapé le no-hitter de Justin Verlander en 2007. En 1995, il a gagné 17 matchs pour 7 perdus.

### Départ du Texas
En 1996, il a rejoint les Yankees de New York avec qui il a gagné 12 pour 8 perdus. En 1997, il n'a gagné que 6 matchs pour 7 perdus, et à la fin de la saison, il fut transféré aux Athletics d'Oakland. Après la moitié de la saison, il fut transféré aux Mets de New York. Il a gagné 5 matchs pour chaque équipe. Après 1999, il fut réacquis par les Rangers, et a gagné plus de 10 matchs 6 fois en 7 saisons.

### Tigers de Detroit
En 2006, il fut acquis par les Tigers de Detroit et a gagné 17 matchs et fut élu à l'équipe des étoiles comme lanceur partant. À la fin de la saison, les Tigers se sont qualifiés pour la Série mondiale. Après avoir perdu le premier match, Rogers a commencé le deuxième. Il a gagné la partie 3 points à 1, et n'a permis aucun point, le seul point étant chargé à Todd Jones, le stoppeur des Tigers. Après la première manche de la partie, l'arbitre lui a demandé de quitter le terrain et de se laver les mains en raison de la présence d'un produit suspect sur sa main gauche. Malgré sa performance, les Tigers ont perdu la série 4 matchs à 1 : la seule victoire des Tigers était celle de Rogers.